# Richard McSpadden

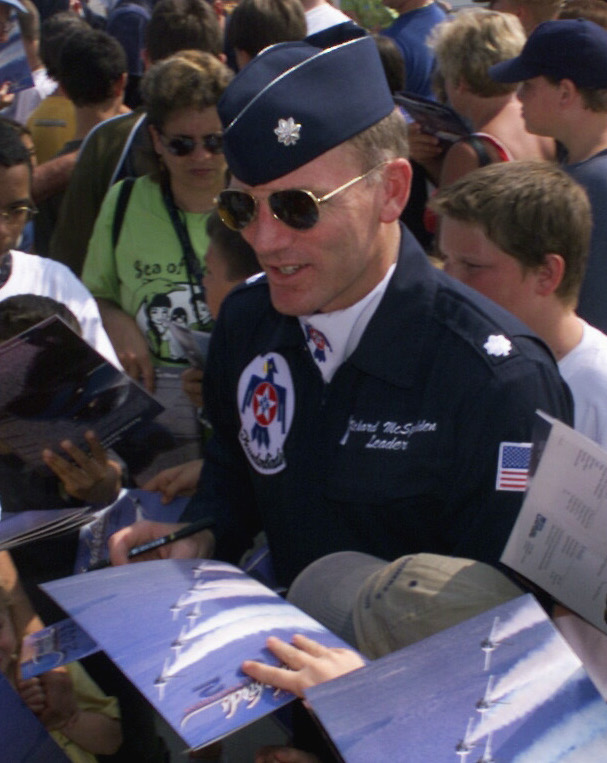
Richard McSpadden

Richard Gibson McSpadden (* 1960 in Panama City, Florida; † 1. Oktober 2023 in Lake Placid, New York) war ein amerikanischer Pädagoge, Pilot und Luftfahrtsicherheitsexperte. Im Jahr 2020 wurde er zum leitenden Vizepräsidenten des Air Safety Institute (ASI) der Aircraft Owners and Pilots Association (AOPA) ernannt, nachdem er seit 2017 als deren Exekutivdirektor tätig war.

## Frühes Leben
Richard Gibson McSpadden wurde als eines von vier Kindern von Ann und Richard McSpadden geboren.
Inspiriert von seinem Vater, einem Piloten, der vom Air Harbor Airport in Greensboro, North Carolina, aus flog, begann McSpadden im Teenageralter mit der Fliegerei. Er erreichte über 5.000 Flugstunden. McSpadden schloss sein Studium der Wirtschaftswissenschaften an der University of Georgia ab und erwarb an der Troy University einen Master-Abschluss in öffentlicher Verwaltung. Zudem absolvierte er das U.S. Air Force Air War College.

## Karriere
McSpadden genoss in Luftfahrtkreisen hohes Ansehen. Er diente zwanzig Jahre in der Air Force, wo er die prestigeträchtige Rolle des Kommandanten und Flugleiters der Thunderbirds-Kunstflugstaffel übernahm. Laut seiner Biografie bei der AOPA hat er „100 Flugvorführungen mit dem Führungsflugzeug geleitet“.
Er erlangte die Zertifikate eines Verkehrspiloten mit Berechtigungen für Fluglehrer, mehrmotorige Flugzeuge, einmotorige Wasserflugzeuge und mehrmotorige Wasserflugzeuge und machte gleichzeitig eine Karriere in der Informationstechnologie, wo er große, geografisch verstreute Unternehmen leitete, die geschäftskritische IT-Dienste bereitstellten.
Im Jahr 2017 wurde er zum Exekutivdirektor des Air Safety Institute (ASI) der Aircraft Owners and Pilots Association (AOPA) ernannt und drei Jahre später, im Jahr 2020, zum Senior-Vizepräsidenten befördert. In dieser Funktion leitete er ein Team von zertifizierten Fluglehrern und Inhaltserstellern, die kostenloses Material zur Flugsicherheit entwickelten und verbreiteten, um die Sicherheit in der allgemeinen Luftfahrt branchenweit zu fördern und die Häufigkeit von Abstürzen von Flugzeugen zu verringern. ASI verteilte das Material über einen eigenen YouTube-Kanal, iTunes-Podcasts, Facebook und eine dynamische Website, wobei das ASI-Material jährlich 12 Millionen Mal aufgerufen wurde.
Darüber hinaus war McSpadden Vorsitzender des Joint Steering Committee der Allgemeinen Luftfahrt.

## Privates
McSpadden war 31 Jahre lang mit Judy verheiratet, mit der er zwei Kinder hatte. Er besaß eine Navion von 1950, die fast 40 Jahre lang in seiner Familie war, sowie eine Piper Super Cub von 1993.

## Tod
Am 1. Oktober 2023 kam McSpadden bei einem Flugzeugunfall in Lake Placid, New York, ums Leben. Er war 63 Jahre alt. Gemeinsam mit dem ehemaligen American-Football-Tight-End Russ Francis flog er mit einer Cessna 177 vom Lake Placid Airport ab, als es am Flugzeug nach dem Start zu einem Notfall kam. Sie versuchten, zum Flughafen zurückzukehren, stürzten aber in eine Schlucht in der Nähe des Flughafens. Sowohl McSpadden als auch Francis kamen dabei ums Leben.